# ポスト・ディスコ
ポスト・ディスコ（英：Post-disco）は、1970年代前半から1980年代初頭まで流行したディスコ音楽の流行が去った後、ダンス・ミュージックに関する暗中模索を行っていた時代の音楽である。
音楽の傾向は、DJやプロデューサーによって、ダンス・ポップやブギー、イタロ・ディスコに象徴されるように、より電子化され、実験的なものだった。テクノとハウスはポスト・ディスコから定着した。
ディスコ音楽からは、シンセサイザーで作られるダンス・ミュージックの全てが派生して行ったが、まさにその派生の最初期に登場した音楽ジャンルである。

## 歴史
ジョルジオ・モロダーとピート・ベロッテのコンビがシンセサイザーのみでバックトラックを制作したディスコ音楽である、ドナ・サマーの「I Feel Love」が早くも1977年に発売されると、ブライアン・イーノが「このシングルはこの先15年のクラブ・ミュージックのサウンドを変えることになるだろう」とコメントした。電子音楽界の巨匠による証言と音楽的特徴を考慮すると、「I Feel Love」はポスト・ディスコと、そのジャンルから更に派生したHi-NRGの前史に当たると言える。1977年当時には、シンセサイザーによってポピュラー化されたミニマル・ミュージックの領域では、アシュ・ラ・テンペルやクラフトワークが活動しているのみであった事実を考えれば、音楽シーン全体からしても非常に画期的なリリースであった。
ディスコ・デモリッション・ナイト以降、ディスコ・ミュージックはラジオ局でのエアプレイが減少し、代わってブラック・コンテンポラリー、AOR、トップ40もの、ヘヴィメタル、産業ロックなどが流されるようになった。ディスコ・ミュージックの主流レーベルだったカサブランカ・レコード、TKレコード、RSOレコードは経営難に陥っていく。しかし、Hi-NRG、イタロ・ディスコ、ブギー、ユーロビート、テクノポップといった新しいスタイルに分かれながら、ディスコ・ミュージックは生き残っていった。
マイケル・ジャクソンのアルバム『オフ・ザ・ウォール』（プロデューサー：クインシー・ジョーンズ）は、R&Bやダンス・ミュージックを制作する一部のプロデューサーに影響を与えた。ファンク・バンドのパーラメント-ファンカデリックは、1970年代と1980年代に多くのポスト・ディスコとポスト・パンクの音楽を制作した。

### 起源
「ポスト・ディスコ」という言葉は、生演奏のエレクトリック・ベース、ドラムスがないディスコ・ミュージックを定義するために、1984年に『ケイデンス・マガジン』が初めて使用した。「ポスト・ディスコ」は、ディスコ・ミュージックの終わりからハウス・ミュージックの出現の間の時代の音楽ジャンルをオールミュージックが表現するときに使用される。

### チャート
ポスト・ディスコ時代に成功したレコードたち（大半はR&B、ポップ指向）
| 年     | 曲                                | レーベル          | アーティスト                         | U.S. Dance | U.S. R&B | U.S. Pop | U.S. M.R. | U.K. Pop |
| ------ | --------------------------------- | ----------------- | ------------------------------------ | ---------- | -------- | -------- | --------- | -------- |
| 1980年 | 「Celebration」                   | De-Lite           | クール・アンド・ザ・ギャング         | #1         | #1       | #1 ('81) | ―         | #7       |
| 1981年 | 「レッツ・グルーヴ」              | Columbia          | アース・ウィンド・アンド・ファイアー | #3         | #1       | #3       | ―         | #3       |
| 1982年 | 「Last Night a DJ Saved My Life」 | Sound of New York | インディープ                         | #2         | #10      | ―        | ―         | #13      |
| 1982年 | 「ラブ・カム・ダウン」            | RCA               | イヴリン・キング                     | #1         | #1       | #17      | ―         | #7       |
| 1983年 | 「Give It Up」                    | Meca              | KC                                   | ―          | ―        | #18      | ―         | '#1      |
| 1983年 | 「ビリー・ジーン」                | Epic              | マイケル・ジャクソン                 | #1         | #1       | #1       | ―         | #1       |
| 1984年 | 「レッツ・ダンス」                | Epic              | デヴィッド・ボウイ                   | #1         | #14      | #1       | #6        | #1       |
| 1984年 | 「Cool It Now」                   | MCA               | ニュー・エディション                 | ―          | #1       | #4       | ―         | #43      |
| 1984年 | 「Dr. Beat」                      | Epic              | マイアミ・サウンド・マシーン         | #17        | ―        | ―        | ―         | #6       |
| 1987年 | 「Rhythm Is Gonna Get You」       | Epic              | マイアミ・サウンド・マシーン         | #27        | ―        | #5       | ―         | ―        |

### ポスト・ディスコ・リバイバル
2000年代にハウス・ミュージック・グループのダフト・パンクは、1980年代のポスト・ディスコ風アルバム『ディスカバリー』（2001年）を発表した。他のハウス・アーティストであるレ・リズム・ディジタルは1980年代のポスト・ディスコに影響された。カナダの音楽グループであるクローメオは、1980年代調のブギー・アルバム『She's in Control』で2004年にデビューした。『The Perfect Beats』シリーズ (Vol. 1-4) は、様々なアーティスト（イマジネーション、レベル42、アフリカ・バンバータなど）によるポスト・ディスコのコンピレーション・アルバムである

## 特徴
ディスコ・ミュージックとは異なり、ポスト・ディスコは通常ハイハットによるビートやエレクトリック・ベースによるウォーキング・ベース、ストリングスはなく、ドラムマシン、シンセサイザー、シーケンサーによる4/4拍子を特徴としている。ソウルフルな歌声は、この新しい音楽に留まった。ポスト・ディスコはアンダーグラウンド・ミュージックというわけではなく、マドンナ、ニュー・オーダー、ペット・ショップ・ボーイズなどのディスコ・ミュージックに対する新しい解釈によるキャリアである。

### 演奏者
| 「 | 「Thanks To You」と「Don't Make Me Wait」がダブの最初である — シェップ・ペティボーン | 」 |

ラリー・レヴァンは、アンダーグラウンドな彼自身のグループであるピーチ・ボーイズを含む、様々なポスト・ディスコ・アーティストをプロデュース・リミックスする際に、ダブの技術を使う。シナモンの「Thanks To You」、D・トレインの「You're the One for Me」、ピーチ・ボーイズの「Don't Make Me Wait」といったポスト・ディスコの曲達は、これまでにない新しい音楽スタイル（ハウス・ミュージック）だった。
DJ、ミキサー、プロデューサーとして新しい音楽を創造した音楽家は、例えばアーサー・ベイカー、ラリー・レヴァン、フランキー・ナックルズ、シェップ・ペティボーン、カシーフなどである。
ポスト・ディスコに続いたポップ・ロック、電子音楽、R&Bのミュージシャンは、例えばテレックス、D・トレイン、ザ・システム、シャロン・レッド、Musique、ゲイル・アダムス、パトリース・ラッシェン、エムトゥーメイ、オーラ、スカイ、インナー・ライフ、ラファエル・キャメロン、エドウィン・バードソング、アンリミテッド・タッチ、カーティス・ブロウ、ウォズ (ノット・ウォズ)、リキッド・リキッド、イマジネーション、ボビー・O、シャノン、タイメックス・ソーシャル・クラブ、S.O.S.バンド、シャラマー、レイクサイド、ミッドナイト・スター、ウィスパーズ、インスタント・ファンクなどである。
ポスト・ディスコのアルバムには、マイケル・ジャクソンの『スリラー』（1982年）、パトリース・ラッシェンの『ハート泥棒』（1982年）、マドンナの『バーニング・アップ』（1983年）などがある。

## 残した影響
1980年代のポスト・ディスコ・サウンドは多くのノルウェーのダンス・ミュージックのプロデューサーに影響を与えた。アイス・キューブやEPMDなどの一部のラッパーは、ザップやキャメオのような彼らがお気に入りのポスト・ディスコ・ファンク・サウンドにラップを重ねた。ショーン・パフィ・コムズは、ポスト・ディスコ・R&Bに間接的に影響を受けた。

## レコード・レーベル
- SAM Records (英語)
- Preludeレコード (英語)
- West End Records (英語)
- Radar Records (英語)
- Emergency Records (英語)
- Salsoul Records (英語)
- Enjoy Records
- Sugar Hill Records (英語)
- SOLAR Records (英語)
- Tommy Boy Records (英語)